# Ferenc Stámusz
Ferenc Stámusz (21 de agosto de 1934 - 27 de agosto de 2022) foi um ex-ciclista húngaro que competiu no ciclismo nos Jogos Olímpicos de Verão de 1960 e 1964, representando a Hungria.